# Tottenham Hotspur Football Club Women
Il Tottenham Hotspur Football Club Women, meglio noto come Tottenham Hotspur Women o semplicemente Tottenham Hotspur oppure Tottenham, è una squadra di calcio femminile inglese, sezione dell'omonimo club con sede nel quartiere londinese di Tottenham. Milita nella Women's Super League, massimo livello del campionato inglese.

## Storia
Il club nacque nel 1985 come Broxbourne Ladies. Nel 1991 il club ottenne il permesso dal Tottenham Hotspur FC di poter usare il nome, così da diventare Tottenham Hotspur Ladies. L'anno seguente venne avviata anche una squadra riserve. Negli anni successivi la squadra prese parte ai campionati regionali nell'area della Grande Londra. Nella stagione 2010-11 vinse la South East Combination Women's Football League, venendo promosso nella FA Premier League Southern Division, l'allora terzo livello del campionato inglese.

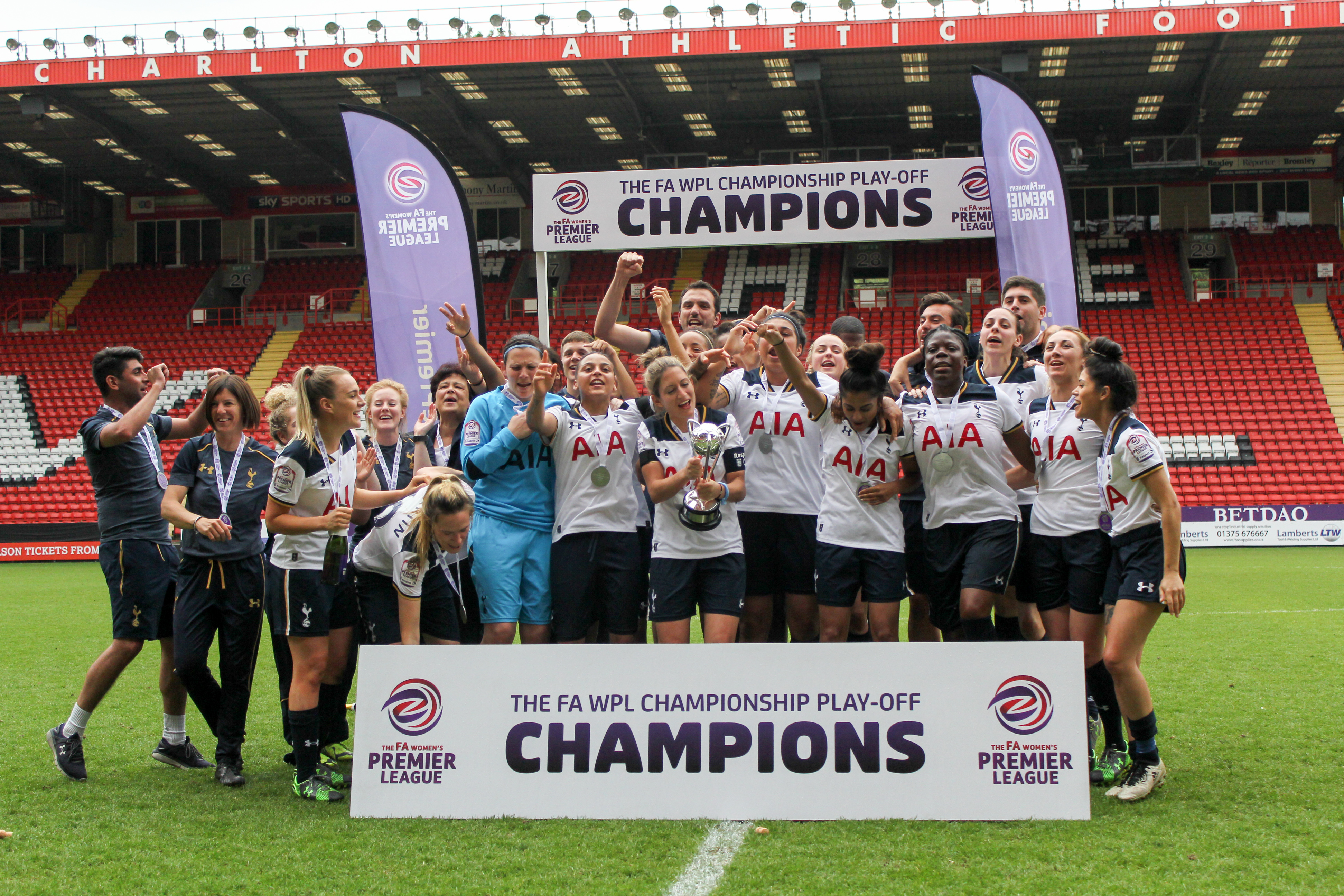
Festeggiamenti dopo la vittoria dello spareggio per la promozione in WSL 2 nel 2017.

Ha giocato in Southern Division per sei stagioni consecutive, arrivando a vincerla nella stagione 2016-17, e guadagnando l'accesso al play-off contro il Blackburn Rovers, vincitore della Northern Division, che metteva in palio la possibilità di accedere alla FA Women's Super League 2. Il Tottenham vinse il play-off contro il Blackburn Rovers 3-0 e venne, in seguito, ammesso in FA WSL 2 per la stagione 2017-18. Dopo aver concluso al settimo posto la stagione d'esordio, nella stagione 2018-19, la prima della seconda serie rinominata FA Women's Championship, il Tottenham terminò al secondo posto alle spalle del Manchester United, ottenendo la promozione in FA Women's Super League. Pochi giorni dopo venne confermata la licenza di partecipazione alla massima serie del campionato inglese.

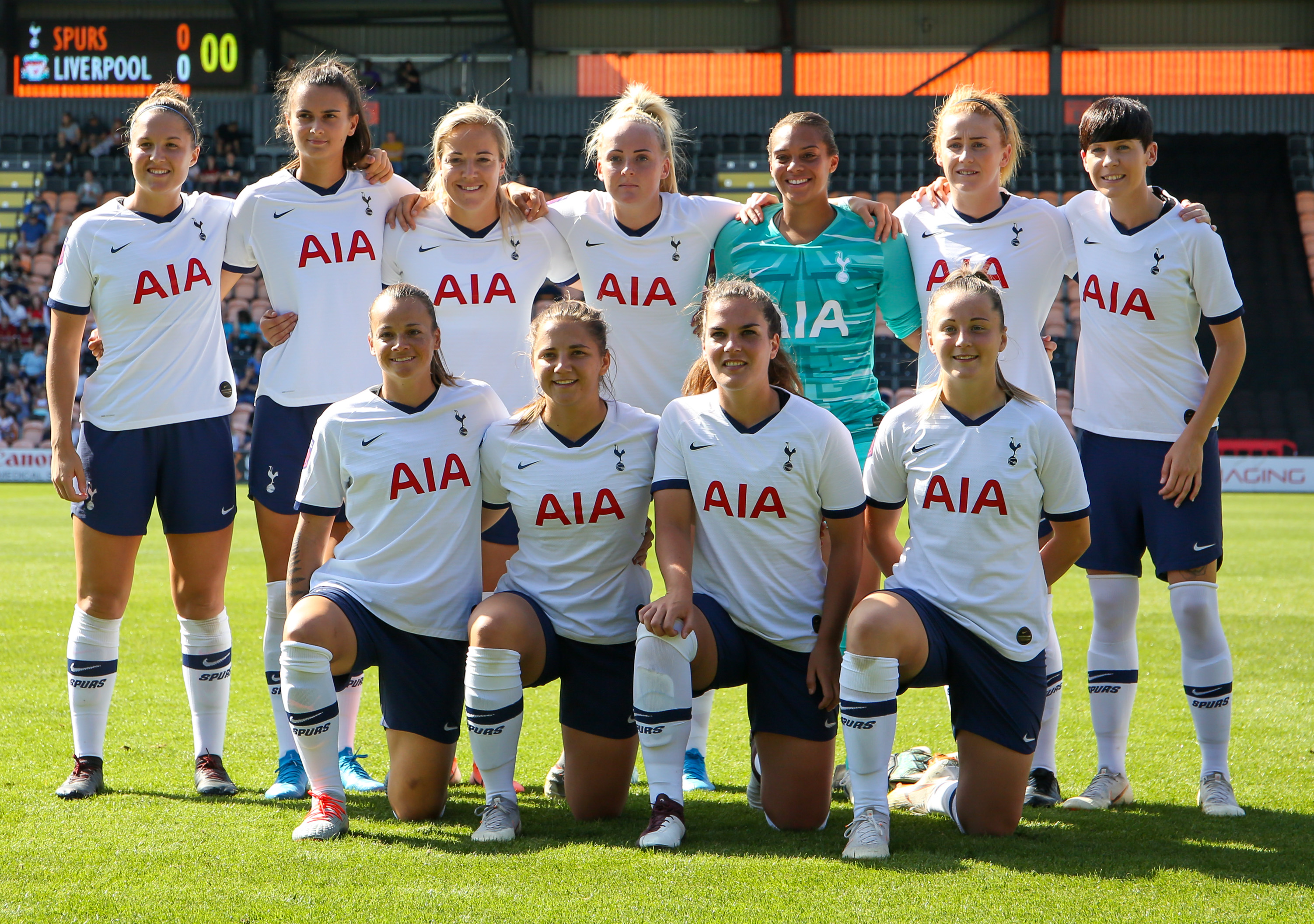
Formazione del Tottenham alla prima stagione in Super League.

In occasione della prima partecipazione alla Super League inglese, all'avvio della stagione 2019-20, il club cambiò la propria denominazione in Tottenham Hotspur Football Club Women. Il 17 novembre 2019 venne disputato per la prima volta il derby del nord di Londra contro l'Arsenal; disputato al Tottenham Hotspur Stadium davanti a un pubblico record di 38 262 spettatori, venne vinto dall'Arsenal 2-0. La stagione venne sospesa prima del regolare termine a causa delle restrizioni conseguenti alla pandemia di COVID-19 e la squadra concluse al settimo posto in classifica. Il 19 novembre 2020, dopo che la squadra aveva iniziato il campionato senza vittorie dopo sette giornate, vennero esonerati i due allenatori Karen Hills e Juan Amorós, che erano sulla panchina degli Spurs dal 2009. Il loro posto venne preso da Rehanne Skinner, che guidò la squadra fino all'ottavo posto finale. Il quinto posto in classifica conquistato al termine della Super League 2021-22 rappresentò il miglior risultato sino ad allora raggiunto dal club. Il 13 marzo 2023 dopo nove sconfitte consecutive in campionato e la squadra in zona retrocessione, l'allenatrice Rehanne Skinner venne esonerata.
Nel 2024 la squadra, guidata dallo svedese Robert Vilahamn, raggiunse per la prima volta la finale della Women's FA Cup, giocata allo stadio di Wembley davanti a un pubblico di 76 082 spettatori, venendo, però, sconfitta per 4-0 dal Manchester United.

## Palmarès

### Competizioni nazionali
- FA Women's National League: 1

2016-2017
- FA Women's Premier League Cup: 2

2015-2016, 2016-2017

## Statistiche

### Partecipazione ai campionati
| Livello | Categoria                        | Partecipazioni | Debutto   | Ultima stagione | Totale |
| ------- | -------------------------------- | -------------- | --------- | --------------- | ------ |
| 1º      | Women's Super League             | 6              | 2019-2020 | 2024-2025       | 6      |
| 2º      | Women's Super League 2           | 1              | 2017-2018 | 2017-2018       | 2      |
| 2º      | Women's Championship             | 1              | 2018-2019 | 2018-2019       | 2      |
| 3º      | Premier League Southern Division | 6              | 2011-2012 | 2016-2017       | 6      |

## Organico

### Rosa 2024-2025
Rosa, ruoli e numeri di maglia come dal sito societario.
| N. |                        | Ruolo | Calciatrice                   |
| -- | ---------------------- | ----- | ----------------------------- |
| 1  | Paesi Bassi (bandiera) | P     | Lize Kop                      |
| 2  | Australia (bandiera)   | D     | Charlotte Grant               |
| 3  | Inghilterra (bandiera) | D     | Ella Morris                   |
| 4  | Inghilterra (bandiera) | D     | Amy Turner                    |
| 5  | Inghilterra (bandiera) | D     | Molly Bartrip (vice capitano) |
| 6  | Svezia (bandiera)      | D     | Amanda Nildén                 |
| 7  | Inghilterra (bandiera) | A     | Jessica Naz                   |
| 8  | Australia (bandiera)   | A     | Hayley Raso                   |
| 9  | Inghilterra (bandiera) | A     | Bethany England (capitano)    |
| 10 | Spagna (bandiera)      | C     | Maite Oroz                    |
| 11 | Danimarca (bandiera)   | C     | Olivia Holdt                  |
| 12 | Svezia (bandiera)      | D     | Josefine Rybrink              |
| 13 | Svezia (bandiera)      | A     | Matilda Vinberg               |

| N. |                        | Ruolo | Calciatrice                  |
| -- | ---------------------- | ----- | ---------------------------- |
| 14 | Ungheria (bandiera)    | C     | Anna Csiki                   |
| 15 | Australia (bandiera)   | D     | Clare Hunt                   |
| 16 | Inghilterra (bandiera) | A     | Kit Graham                   |
| 17 | Scozia (bandiera)      | A     | Martha Thomas                |
| 20 | Finlandia (bandiera)   | C     | Olga Ahtinen (vice capitano) |
| 21 | Svizzera (bandiera)    | D     | Luana Bühler                 |
| 22 | Giamaica (bandiera)    | P     | Rebecca Spencer              |
| 23 | Marocco (bandiera)     | A     | Rosella Ayane                |
| 24 | Giamaica (bandiera)    | C     | Drew Spence                  |
| 25 | Finlandia (bandiera)   | C     | Eveliina Summanen            |
| 27 | Inghilterra (bandiera) | P     | Eleanor Heeps                |
| 29 | Inghilterra (bandiera) | D     | Ashleigh Neville             |
| 31 | Inghilterra (bandiera) | A     | Lenna Gunning-Williams       |